# Toluïdine
Toluïdine of methylaniline is een mengsel van drie isomere verbindingen, o-toluïdine, m-toluïdine en p-toluïdine, waarbij o- staat voor ortho-, m- voor meta- en p- voor para.
De drie toluïdines zijn aromatische verbindingen waarvan de eigenschappen sterk overeenkomen met die van aniline, dat een methylgroep minder heeft. Ze worden vooral gebruikt als basisstof voor kleurstoffen. Ze zijn van grote commerciële betekenis, gelet op het feit dat China een importheffing vanuit de Europese Unie heeft overwogen.

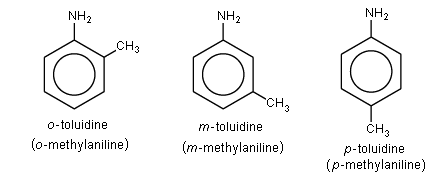
Overzicht van de 3 toluïdines.